# كازوهيرو سوزوكي
كازوهيرو سوزوكي (باليابانية: 鈴木 和裕) (16 نوفمبر 1976 في طوكيو في اليابان – )؛ هو لاعب كرة قدم ياباني سابق كان يلعب كمدافع.

## وصلات خارجية
- كازوهيرو سوزوكي على موقع الاتحاد الدولي (مؤرشف)  (الإنجليزية)
- كازوهيرو سوزوكي على موقع رابطة كرة القدم اليابانية للمحترفين (اليابانية)
- كازوهيرو سوزوكي على موقع قاعدة بيانات كرة القدم.إي يو (الإنجليزية)
- كازوهيرو سوزوكي على موقع Soccerway.com (الإنجليزية)
- كازوهيرو سوزوكي على موقع عالم كرة القدم.نت (الإنجليزية)